# Vladimir Yegorov
Pour les articles homonymes, voir Iegorov.
Vladimir Kouzmitch Iegorov - en russe : Владимир Кузьмич Егоров, et en anglais : Vladimir Yegorov - (né le 25 septembre 1911 à Moscou - mort le 9 septembre 1996) est un joueur soviétique de hockey sur glace devenu entraîneur.

## Carrière
En 1946, il fonde les Krylia Sovetov. Il est entraîneur-joueur jusqu'en 1950. Puis, il entraîne l'équipe jusqu'en 1970. Les Krylia Sovetov décrochent le championnat soviétique en 1957 et la Coupe d'URSS 1951. Il joue une quinzaine de matchs pour deux buts. Il entraîne le Naprzód Janów (1970-1973) puis le HK Sokol Kiev (1974-1978).
Il est à la tête de l'équipe d'URSS de 1954 à 1961. L'équipe est championne olympique de 1956 et médaillée de bronze en 1960. Au championnat du monde, elle décroche le titre en 1954 et 1956, l'argent 1955, 1957, 1958, 1959.